# Boušínská lávka
Boušínská lávka – kładka nad rzeką Úpą, położona na granicy administracyjnej gminy Slatina nad Úpou i miasta Červený Kostelec (dzielnicy Mstětín oraz Stolín), w Czechach. Kładka umożliwia przemieszczanie się pomiędzy Slatiną nad Úpą a Mstětínem oraz Stolínem (części Červenego Kostelca).

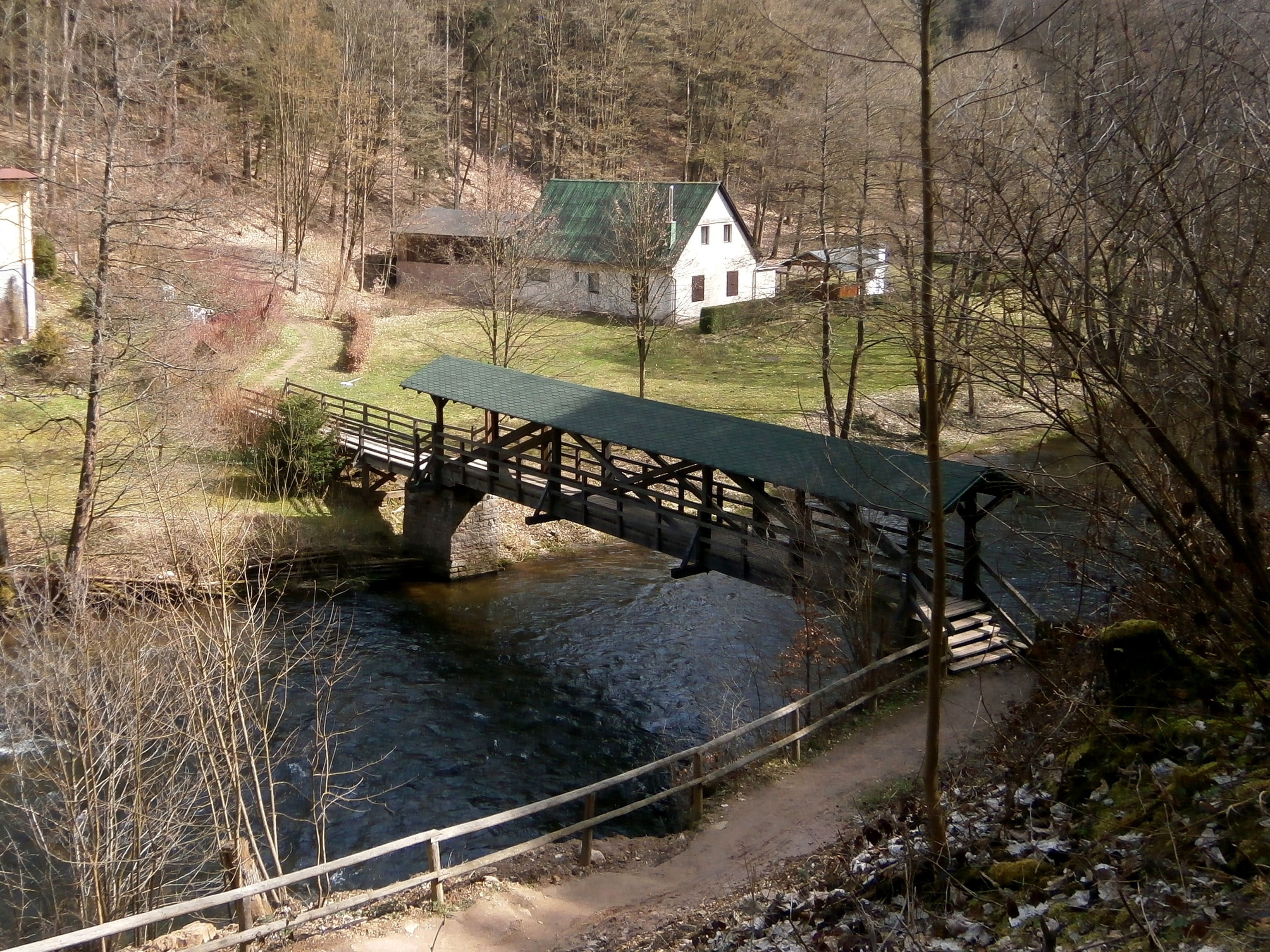
Boušínská lávka

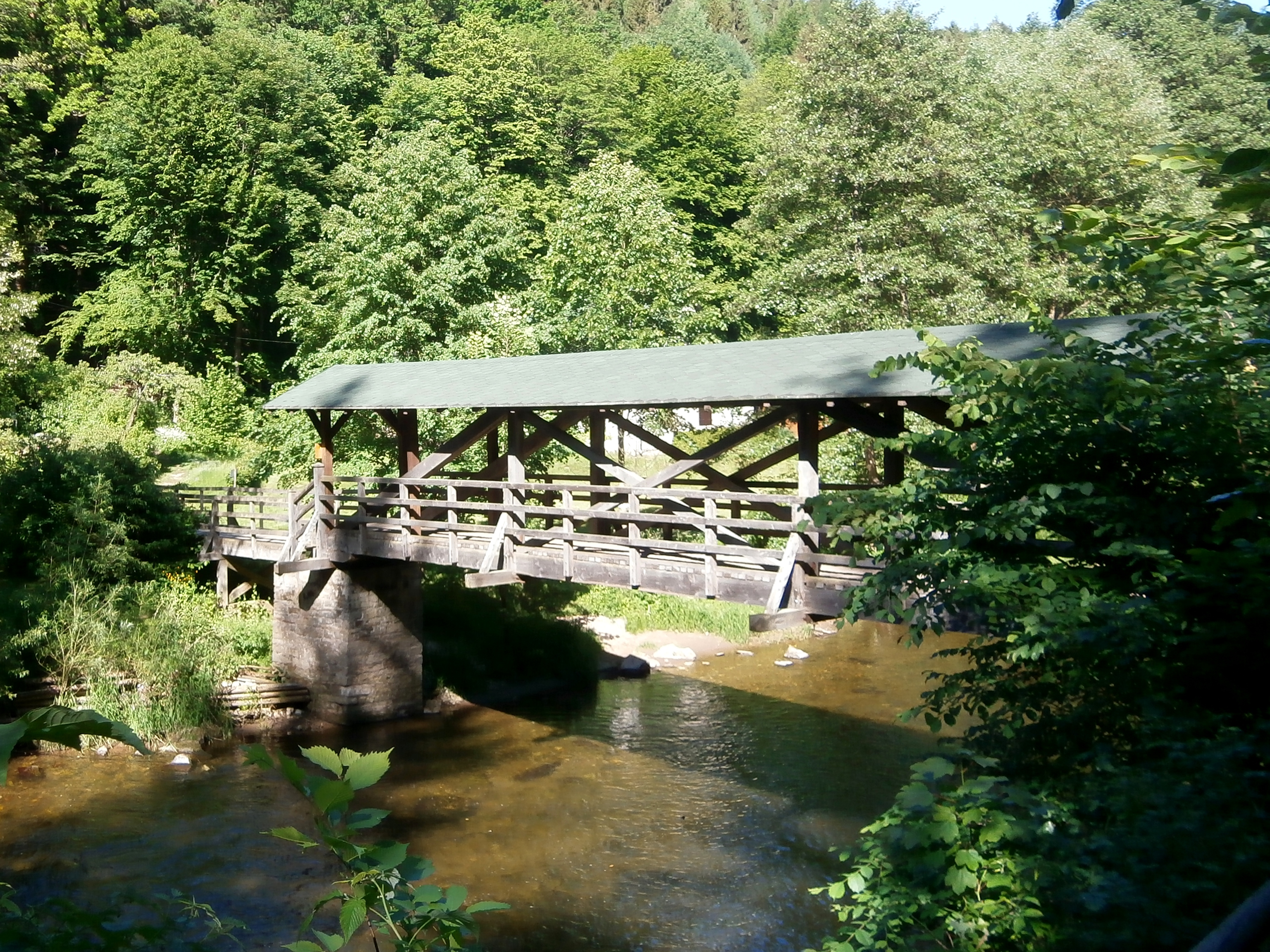
Boušínská lávka

Zgodnie z dostępnymi mapami miał ten most być zbudowany w 1876 r. (według kroniki gminnej w 1880 r.) przez właściciela nachodskich posiadłości ziemskich Wilhelma Augusta von Schaumburg-Lippe dla drwali, którzy przychodzili do pracy z okolicy Červenego Kostelca, zwłaszcza z Mstětína i Stolína. Innym powodem była budowa gajówki, w której mieszkał gajowy Antonín Řehák. Ten często musiał przechodzić przez rzekę Úpę. Niektóre źródła lecz twierdzą, że most tutaj był już wcześniej. Również tak bród.
W 1897 r. kładka została zniszczona przez powódź. Tego samego roku została otwarta ponownie i wytrzymała do 1932 r., kiedy doszło do jej odbudowy.
14 stycznia 1948 była na Úpie wielka powódź, kiedy przepływ cieku osiągnął 187 m³ wody. Taką siłę nie mogła kładka przetrwać. W tym samym roku została odbudowana.
Kładka ta służyła dla pieszych do 1999 r., kiedy została rozebrana ze względu na zły stan techniczny. Głównym powodem był brak zainteresowania o jej utrzymanie, dlatego dziesięciolecia kładka rychło gniła i łatwo psuła się.
Brak kładki był uszkodzeniem nie tylko dla turystyki, ale także dla życia miejscowej ludności. Z tego powodu miasto Červený Kostelec oraz gminy Slatina nad Úpou, Havlovice i Červená Hora skontaktowały przedsiębiorstwo państwowe „Lesy České republiky“ w Hradcu Królowej, aby zadbało o budowę nowej kładki. Po kilku spotkaniach zgodzono się na budowę nowej konstrukcji. Głównym inwestorem zostało wymienione przedsiębiorstwo państwowe, które przeprowadziło nadzór nad budową nowej kładki. Ta została oficjalnie otwarta 29 kwietnia 2000. Ze względu na jej położenie oraz częste powodzie została kładka podnoszona o 50 cm i budowę przeprowadzono zgodnie z pierwotną dokumentacją z 1948 r., której autorem był Ing. Aleš Pitřinec.
Niestety istnienie kładki nie było długie. 24 września 2002 podmuch wiatru przewrócił na konstrukcję kładki wielki buk, który złamał ją. Kolejny remont kładki odbył się wiosną 2003 r. (przez spółkę Maratonstav Úpice).
W okresie wiosny 2008 r. przyszedł orkan Emma, który zniszczył ją ponownie. 21 marca 2008 została rozebrana i potem można było wyciągnąć ją na brzeg. 20 listopada tego samego roku została otwarta nowa kładka, która służy do dziś.